# Estola timbauba
Estola timbauba là một loài bọ cánh cứng trong họ Cerambycidae.